# Бихівське сидіння
Бихівське сидіння, Бихівський арешт генералів, Бихівський полон (ув'язнення) генералів — події, пов'язані з арештом і утриманням під вартою владою Тимчасового уряду частини генералів і офіцерів Російської армії за участь і підтримку Корніловського виступу, що мали місце в період з 11 вересня по 19 листопада 1917 у в'язниці міста Бихів Могильовської губернії.

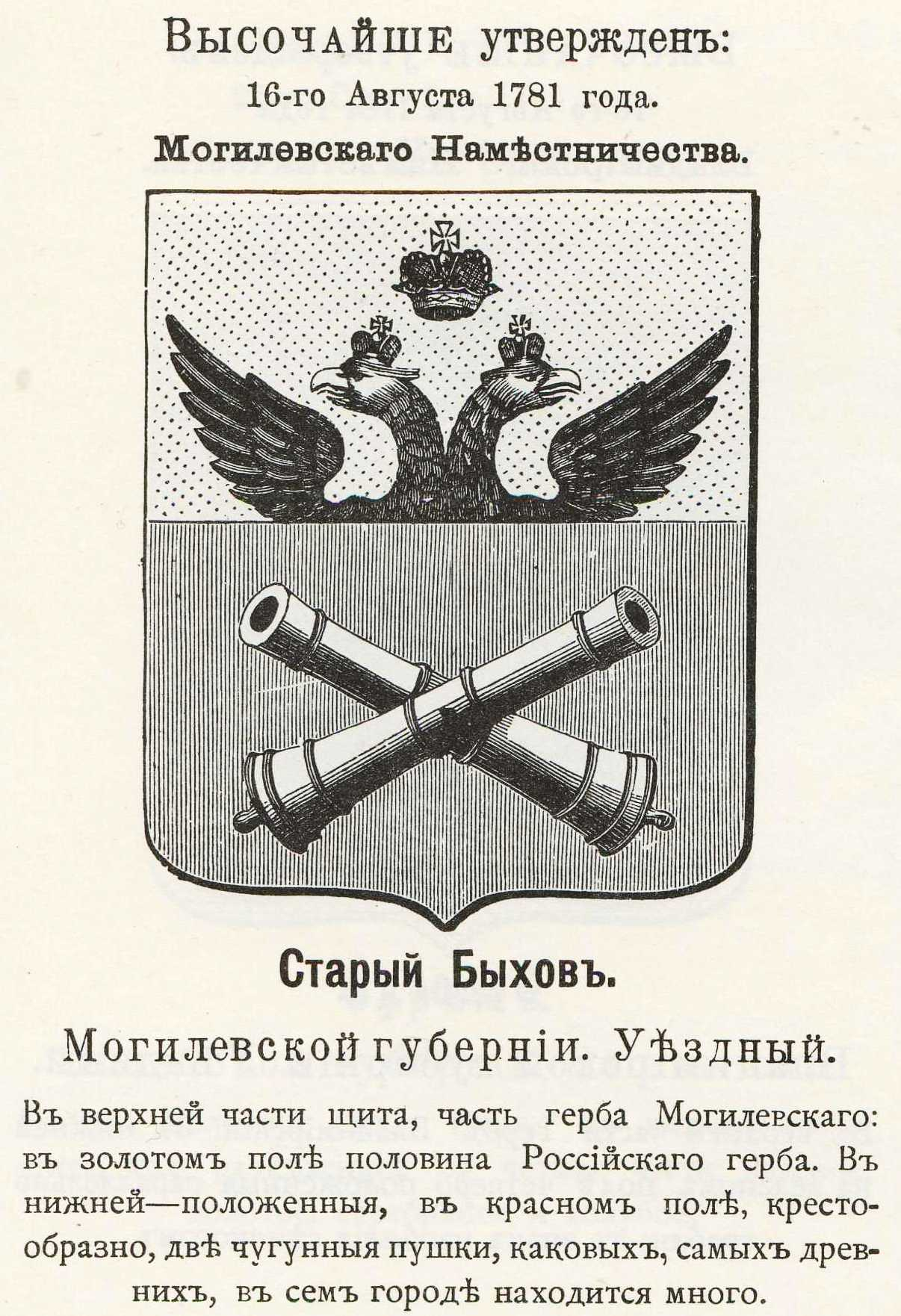
Російський військовий герб Бихова — дві схрещені гармати (1781)

## Арешт

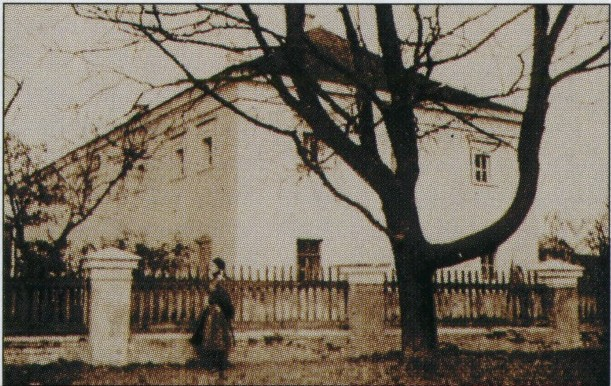
Бихівська в'язниця. Будівля колишньої жіночої гімназії.

Влітку 1917 року, особливо з урахуванням липневого виступу більшовиків, обстановка в країні продовжувала залишатися революційною. Глава Тимчасового уряду А. Ф. Керенський в кінці серпня 1917 запевнив Верховного головнокомандувача Російської армією Л. Г. Корнілова, що згоден з усіма його пропозиціями про наведення жорсткого порядку в країні і армії. Корнілов віддає наказ про наступ частин на Петроград. При цьому, 27 серпня 1917 екстрені випуски газет називають Корнілова «державним зрадником». У цей же день Керенський в телеграмі вимагає від Корнілова добровільного складання повноважень, а 29 серпня віддає наказ про відрахування з посад і віддання під суд «за заколот проти Тимчасового уряду» генерала Корнілова і його старших сподвижників. 1 вересня 1917 Корнілов був заарештований зайняли посаду наштаверха при самопризначеного головковерх Керенськім лише для порятунку Корнілова і його співробітників генералом М. В. Алексєєвим, і після допиту в слідчій комісії, вранці 11 вересня 1917 року був під конвоєм привезли в Старий Бихів, що за 50 км від Могильова. Генерал Корнілов, а з ним ще три десятки військових і цивільних чинів — «співучасників», — були ув'язнені в місцевій в'язниці, двоповерховому похмурому будинку колишнього католицького монастиря.
27 серпня 1917, в день оголошення вимоги Керенського скласти Корніловим повноваження Верховного головнокомандувача, командувач Південно-Західним фронтом генерал А. І. Денікін у своїй телеграмі висловив недовіру діям Тимчасового уряду, підтримавши генерала Корнілова. Одночасно начальник штабу Південно-західного фронту генерал С. Л. Марков також послав уряду телеграму, що підтримує думку Денікіна.
Тимчасовий уряд відреагував на ці дії арештом всього вищого командного складу Південно-Західного фронту на чолі з Денікіним і Марковим та їх ув'язненням в Бердичеві. Арешт був проведений 29 серпня 1917 комісаром Південно-Західного фронту Йорданським. 27 вересня 1917 в'язні були переправлені з Бердичева в Бихівську в'язницю, ледь не ставши жертвою самосуду революційної натовпу під час пересилки на вокзалі в Бердичеві, чого не сталося, на думку А. І. Денікіна, тільки завдяки рішучим діям штабс-капітана В. Е. Бетлінга.
28 серпня 1917 Тимчасовий уряд заснував «Надзвичайну комісію для розслідування справи про колишнього верховного головнокомандувача генерала Л. Г. Корнілова і співучасників його». Головою комісії був призначений військово-морський прокурор І. С. Шабловський, а членами — військові юристи полковники Н. П. Українцев і Р. Р.фон Раупах, судовий слідчий Н. А. Колоколов. Незважаючи на тиск з боку Керенського, Комісія мала неупереджене ставлення до обвинувачених, яке незабаром перейшло в співчуття. З ініціативи членів комісії у вересні 1917 року була опублікована телеграфна стрічка переговорів Керенського і Корнілова, яка представила Корнілова у вигідному світлі в очах громадськості.

## Склад ув'язнених

### Заарештовані з Корніловим
- Л. Г. Корнілов, генерал від інфантерії, Верховний головнокомандувач Російської армії;
- А. С. Лукомський, генерал-лейтенант, начальник штабу Корнілова;
- І. П. Романовський, генерал-лейтенант;
- Ю. Н. Плющевський-Плющик, генерал-лейтенант (звільнений достроково);
- Н. М. Тіхмєнєв, генерал-лейтенант (звільнений достроково);
- С. Н. Ряснянський, полковник;
- А. Ф. Аладьїн, колишній член Державної Думи, приватна особа.

### «Бердичівська» група арештованих генералів
Група генералів Південно-західного фронту, які містилися у в'язниці Бердичева, і пізніше були переведені в Бихівську в'язницю:
- А. І. Денікін, генерал-лейтенант, командувач фронтом;
- С. Л. Марков, генерал-лейтенант, начальник штабу Денікіна;
- І. Г. Ерделі, генерал від інфантерії, командувач Особливою армією;
- Г. М. Ванновський, генерал-лейтенант, командувач 1-ю армією;
- В. А. Селівачов, генерал-лейтенант, командувач 7-й армією;
- М. І. Орлов, генерал-квартирмейстер штабу фронту;
- Е. Ф. Ельснер, генерал-лейтенант, начальник постачання Південно-Західного фронту;
- І. В. Павський, генерал (арештований випадково);
- Сергієвський, генерал (арештований випадково).

Крім того:
- Князь Крапоткін — штабс-ротмістр, комендант поїзда головнокомандувача;
- В. В. Клецанда, поручник чеських військ (заарештований за поранення солдата 28 серпня);[6]

### Інші заарештовані
- В. Н. Кисляков;
- Л. Н. Новосильцев, голова Головного комітету Союзу офіцерів армії і флоту, один з організаторів Корніловського виступу;
- Полковник В. М. Пронін;
- Підполковник І. Г. Соотс;
- Капітан В. Є. Роженко;
- Капітан А. П. Брагін;
- Осавул І. А. Родіонов;
- Штабс-капітан Г. Л. Чуніхін;
- Прапорщик С. Ф. Нікітін.

## «Сидіння», звільнення і втеча

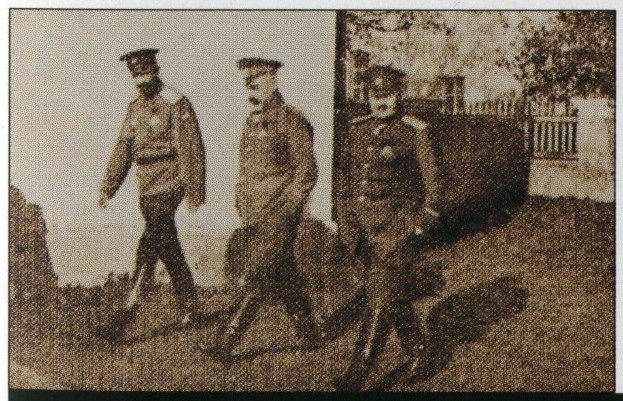
У Бихівській в'язниці. На прогулянці. Зліва направо: генерал-лейтенант С. Л. Марков, генерал-лейтенант А. І. Денікін, генерал-лейтенант І. П. Романовський

Колишнього Верховного головнокомандувача, а також його сподвижників від солдатського самосуду вберегли відданість Корнілову охороняючих в'язницю вершників Тікінського кінного полку і надійність товстих кам'яних стін самої в'язниці.
Після Жовтневого перевороту стало ясно, що більшовики незабаром відправлять загін проти Ставки. Голова слідчої комісії у справі Корнілова І. С. Шабловський, ґрунтуючись на даних слідства, до 18 листопада звільнив всіх заарештованих, крім п'ятьох (Корнілова, Лукомського, Романовського, Денікіна і Маркова). За іншими відомостями, після жовтневого перевороту голова комісії І. С. Шабловський був змушений втекти, і його місце зайняв полковник Р. Р.фон Раупах, якому і належить ініціатива звільнення заарештованих.
19 листопада 1917 виконувач обов'язків верховного головнокомандувача Російської армією Н. Н. Духонін віддав розпорядження (що виявилося для нього останнім) про звільнення генералів, заарештованих у зв'язку з корніловським виступом у серпні 1917 року. Для виконання розпорядження він відрядив в Бихів, де утримувалися під арештом у колишньому католицькому монастирі Бихівський в'язниці, полковника П. А. Кусонського. Увечері 19 листопада всі заарештовані генерали і офіцери покинули Бихів. 20 листопада 1917 Духонін був заарештований призначеним радянською владою Верховним головнокомандувачем Н. В. Криленком і, перебуваючи під арештом у його вагоні, в той же день був убитий революційними матросами на станції Могильов. Генерали Денікін, Марков, Лукомський і Романовський, розбившись на групи і замаскувавшись, різними шляхами через кілька днів опинилися на Дону в районі формування Добровольчої армії. Генерал Корнілов, який вийшов з Бихова на чолі загону з особистим конвоєм текинців, прориваючись з боями, дістався на Дон на кілька днів пізніше з великими труднощами, розпустивши по дорозі конвой.
Більшість Бихівських ув'язнених стали засновниками Добровольчої армії, утворивши ядро її командного складу.